# Бонанза (Џорџија)
' (енгл. Bonanza) насељено је место без административног статуса у америчкој савезној држави Џорџија.

## Демографија
По попису из 2010. године број становника је 3.135, што је 231 (8,0%) становника више него 2000. године.
| Група             | 2000.         | 2010.         |
| Белци             | 1.775 (61,1%) | 594 (18,9%)   |
| Афроамериканци    | 889 (30,6%)   | 2.134 (68,1%) |
| Азијати           | 46 (1,6%)     | 72 (2,3%)     |
| Хиспаноамериканци | 158 (5,4%)    | 333 (10,6%)   |
| Укупно            | 2.904         | 3.135         |